# Petrevene, Loveci
Petrevene (în bulgară Петревене) este un sat în comuna Lukovit, regiunea Loveci,  Bulgaria. 

## Demografie
Componența etnică a satului Petrevene
     Bulgari (61,53%)
     Romi (20,73%)
     Nicio identificare (17,22%)
     Altele (1,17%)
La recensământul din 2011, populația satului Petrevene era de 598 locuitori. Din punct de vedere etnic, majoritatea locuitorilor (61,53%) erau bulgari, cu o minoritate de romi (20,73%). Pentru 17,22% din locuitori nu este cunoscută apartenența etnică.